# Microregiunea Encs
Microregiunea Encs (în maghiară Encsi kistérség) a fost o microregiune statistică (kistérség) din județul Borsod-Abaúj-Zemplén, Ungaria.
Cu o populație de 23.137 locuitori și o suprafață de 449,45 km2, aceasta a existat până în 2014, când în Ungaria, microregiunile ”kistérségek” au fost înlocuite de districte (járások).